# Justice de paix en Suisse
 (février 2023).
Si vous disposez d'ouvrages ou d'articles de référence ou si vous connaissez des sites web de qualité traitant du thème abordé ici, merci de compléter l'article en donnant les références utiles à sa vérifiabilité et en les liant à la section « Notes et références ».
Pour les autres articles nationaux ou selon les autres juridictions, voir Justice de paix.
Les juges de paix traitent la justice civile concernant les problèmes n'impliquant pas de sommes importantes (jusqu'à 8 000 francs suisses environ), les successions et les curatelles dans plusieurs cantons de la Suisse, dont Vaud. Ce sont eux qui peuvent juger, entre autres, des violations des mises à ban.
Dans plusieurs cantons, dont celui de Fribourg, la justice de paix est représentée par l'autorité de protection de l'enfant et de l'adulte (APEA), non formée en droit, et qui est compétente entre autres pour instituer des curatelles et placer des mineurs en foyer. 